# Kawasemi
Kawasemi (jap. カワセミ, dt. „Eisvogel“) im Tōbu Dōbutsu Kōen (東武動物公園, „Tōbu-Tierpark“) der Tōbu Tetsudō in Miyashiro und Shiraoka, Präfektur Saitama ist eine Stahlachterbahn vom Typ Mega-Lite des Herstellers Intamin. Sie wurde im März 2008 als erste Achterbahn des Modells Mega-Lite eröffnet. Kawasemi ist die japanische Bezeichnung für den Eisvogel, der bekannt für seine hohe Geschwindigkeit ist. Die Vorläuferanlage an diesem Ort hieß Mount Rocky Coaster.
Die 755 m lange Strecke erreicht eine Höhe von 31 m und besitzt eine 30 m hohe erste Abfahrt von 67,4°. Die Züge erreichen eine Höchstgeschwindigkeit von 85 km/h.

## Züge
Kawasemi besitzt zwei Züge mit jeweils vier Wagen. In jedem Wagen können vier Personen (zwei Reihen à zwei Personen) Platz nehmen. Die Fahrgäste müssen mindestens 1,10 m groß sein, um mitfahren zu dürfen.